# 桑原政重
桑原 政重（くわはら まさしげ）は、戦国時代から江戸時代前期にかけての武士。徳川頼宣の家臣。

## 略歴
石谷政清の六男として誕生。
当初遠江国石谷氏を称していたが、紀州徳川家に仕えた際に、縁があって桑原氏を称したと言われる。
桑原政重は松平忠輝に仕えた後、徳川頼宣に仕えたと言われる。この子孫は、代々紀州徳川家に仕えた。徳川吉宗の代に旗本となり石谷氏に復した石谷清全までの略系図は、桑原政重→清氏→時清→長清→石谷清全とされる。